# Stanisław Pastecki
Stanisław Zygmunt Pastecki (Varsó, 1907. november 12. – USA, Kalifornia, Alhambra, 1988. február 24.) lengyel jégkorongozó, olimpikon.
Az 1928. évi téli olimpiai játékokon vett részt a jégkorongtornán a lengyel csapatban. A B csoportba kerültek, ahol rajtuk kívül csak kettő csapat volt. Első mérkőzésükön 2–2-es döntetlent játszottak a svédekkel, majd egy szoros mérkőzésen 3–2-re kikaptak a csehszlovák csapattól. A csoportban az utolsó helyen végeztek 1 ponttal. Összesítésben a 9. lettek.
Klubcsapata a Legia Varsó volt. 1933-ban lengyel bajnok lett.